# Morve
Pour les articles homonymes, voir Morve (homonymie).
Cet article concerne la maladie infectieuse. Pour les sécrétions nasales, voir Mucus.
 Mise en garde médicale
La morve est une maladie infectieuse grave d'origine bactérienne qui touche principalement les équidés. Elle peut aussi être contractée de façon naturelle par d'autres mammifères comme les chèvres, chiens et chats, et se transmettre à l'espèce humaine,.

## Caractéristiques
Alors que l'âne est l'espèce la plus sensible, la morve est, selon Littré, la « maladie par excellence du cheval ». D'autres animaux comme les chats, les chiens et les chèvres peuvent cependant la contracter, ainsi que l'homme par accident. L'agent causal de la morve est la bactérie Burkholderia mallei, un bacille Gram négatif — étroitement apparenté à Burkholderia pseudomallei (bacille de Withmore), agent de la mélioïdose — qui se transmet habituellement par ingestion d'aliments ou d'eau contaminés. Son pouvoir pathogène est lié à la production d'une toxine caséifiante et nécrosante.

### Morve aigüe
La morve aigüe est la forme habituelle chez l'âne. Elle débute par une fièvre avec altération de l'état général, suivie au bout d'un à trois jours par une atteinte ulcéreuse nasale et cutanée, entraînant une  toux, une dermite érysipélateuse des collections purulentes cutanées et sous-cutanées (farcin aigu), et une inflammation sévère des fosses nasales avec jetage, qui constitue un phénomène caractéristique,.
En l'absence de traitement, la mort survient en 8 à 30 jours par septicémie. Sur le plan anatomo-pathologique, on observe la formation de nodules dans les poumons et d'ulcérations des muqueuses du tractus respiratoire supérieur. Des signes importants d'adénite  (« glandes ») et de lymphangite (« cordes »).

### Morve chronique
Il existe, particulièrement chez le cheval, une forme chronique de la morve, à dominante cutanée ou respiratoire, avec fièvre fluctuante et d'évolution lente, conduisant en quelques mois à la mort par cachexie.
Lorsque l'expression est purement cutanée et sous-cutanée (forme décrite par le Français Pierre Rayer), on parle de farcin.
Les animaux infectés ne meurent pas mais servent de vecteur à l'agent infectieux et sont donc capables de propager la maladie.

### Morve occulte
Dans ce cas, la maladie provoque des lésions pulmonaires minimes sans répercussion sur l'état général.

## Répartition
La morve est endémique en Afrique, en Asie, au Moyen-Orient en Amérique centrale et en Amérique du Sud. Elle a été éradiquée d'Amérique du Nord, d'Australie et de la majeure partie de l'Europe grâce aux mesures de surveillance et d'abattage des animaux infectés ainsi que par les restrictions frontalières au cours du XXe siècle. En 2023, il n'existe pas de traitement ou de vaccin.

## Diagnostic

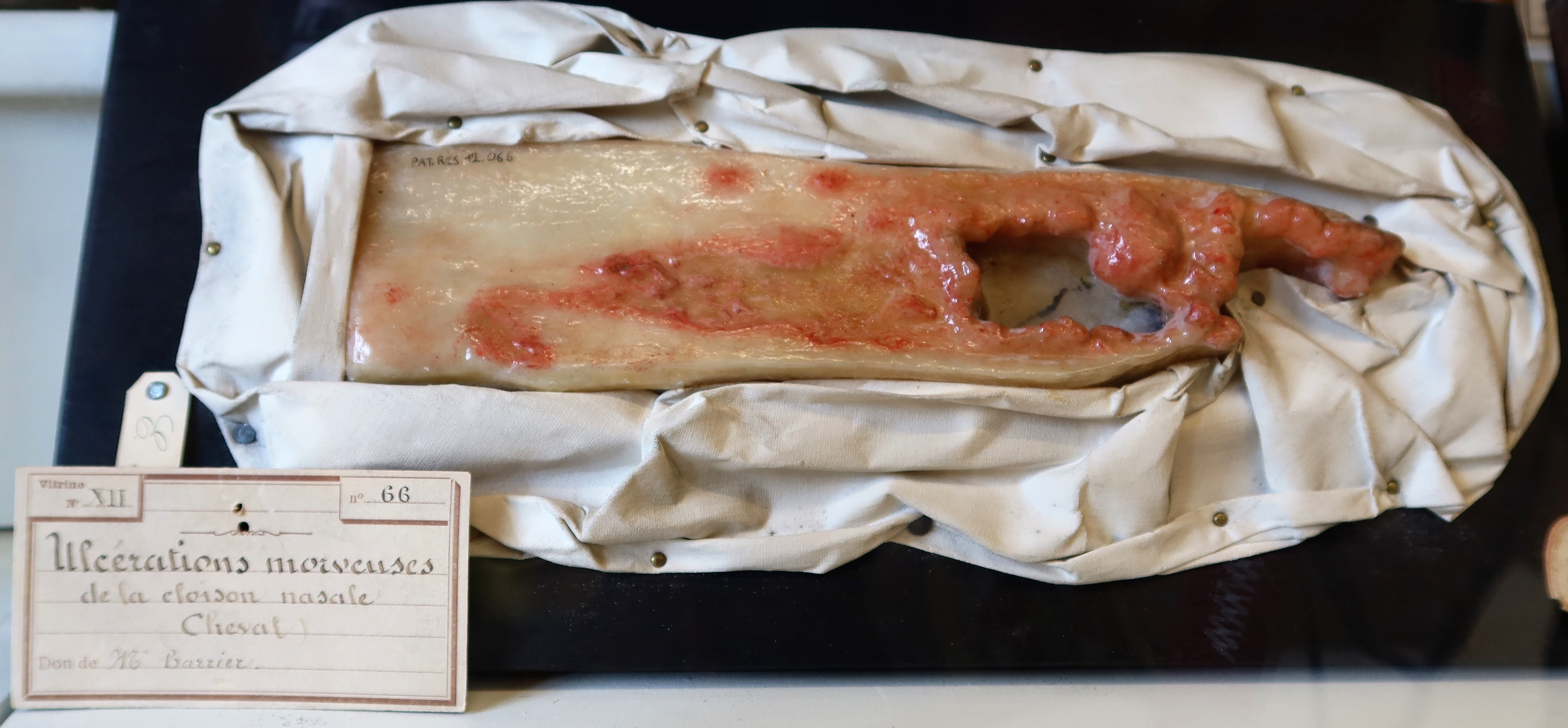
Ulcérations morveuses de la cloison nasale.

La suspicion concerne tout équidé en zone d'enzootie et/ou récemment importé d'une région où des cas de morve ont été déclaré. Les symptômes d'alerte sont une atteinte fébrile de l’état général associée à des lésions ulcéreuses et ganglionnaires nasales et/ou cutanées et d’une lymphangite. Sur les cadavres, on examine la cloison nasale et on recherche des pseudotubercules morveux pulmonaires.
Le diagnostic différentiel peut-être difficile (lymphangite ulcéreuse et lymphangite épizootique), imposant de recourir au diagnostic expérimental (fixation du complément, Western Blot, bactériologie, PCR).

## Zoonose
Burkholderia mallei est transmissible à l'espèce humaine et donc classé comme agent de zoonose. La transmission peut se faire par contact direct avec des animaux malades à travers des abrasions cutanées ou la surface des muqueuses orale ou nasale ou par inhalation. Les personnels de laboratoire sont les victimes les plus fréquentes de ces contaminations.

## Prophylaxie

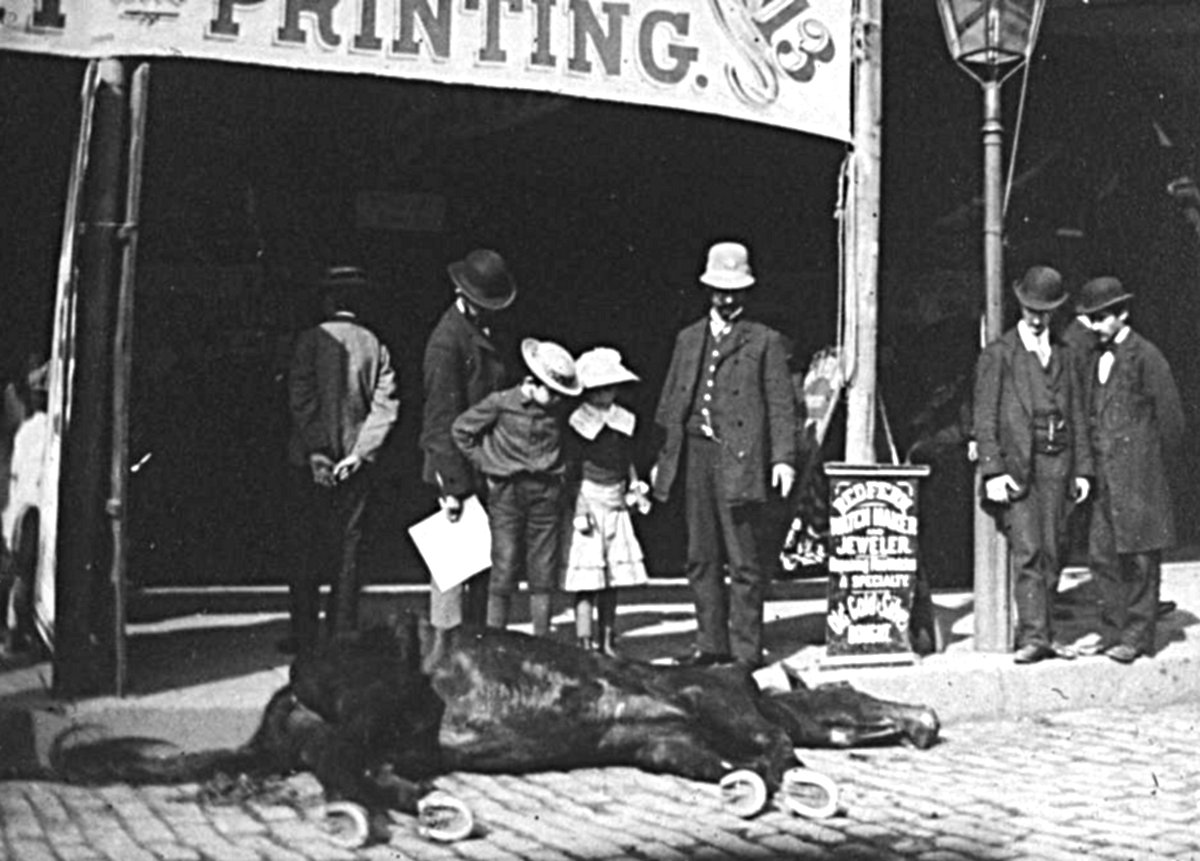
Cheval abattu par les autorités pour suspicion de morve.

La prophylaxie est fondée sur le dépistage et l'abattage des équidés morveux, mesures qui ont permis d'éradiquer la maladie dans la plupart des pays du monde. Elles sont complétées par la désinfection des locaux et des matériels en contact avec les animaux malades.
Aucun vaccin n’est actuellement disponible.

## Arme biologique
En raison du taux de mortalité élevé chez l'homme et de la faible quantité de germes suffisant à induire la maladie, Burkholderia mallei est considéré comme une arme biologique potentielle, de même que le germe voisin Burkholderia pseudomallei, l'agent de la mélioïdose.
Elle a été utilisée durant la Première Guerre mondiale comme tel par l'Empire allemand et la France afin de déclencher des épidémies dans les parcs équestres utilisés pour l’effort de guerre.
Les services vétérinaires des armées françaises et allemandes ont comptabilisé respectivement 60 000 et 30 000 cas de morve chez les chevaux durant la guerre, mais il est impossible de déterminer quelle est la part de l’origine naturelle et celle de l’origine volontaire.
On sait, en revanche, que les épidémies qui se déclarent à bord de navires de transport voguant vers les ports alliés obligent ceux-ci à faire demi-tour avec, entre autres, 1 500 chevaux malades vers le Portugal, ou 4 500 mulets vers l’Argentine.
L'Allemagne l'utilise également contre l'empire russe et le royaume de Roumanie provoquant une détérioration de leurs capacités à déplacer leurs artilleries sur le front oriental.
Durant la Seconde Guerre mondiale, l'Unité 731, unité japonaise d'études d'armes biologiques sur les humains, a utilisé cette bactérie en Chine.